# Drenta, Veliko Tărnovo
Drenta (în bulgară Дрента) este un sat în comuna Elena, regiunea Veliko Tărnovo,  Bulgaria. 

## Demografie
Componența etnică a satului Drenta
     Bulgari (88,13%)
     Romi (5,08%)
     Nicio identificare (6,77%)
     Altele (0%)
La recensământul din 2011, populația satului Drenta era de 59 locuitori. Din punct de vedere etnic, majoritatea locuitorilor (88,13%) erau bulgari, cu o minoritate de romi (5,08%). Pentru 6,77% din locuitori nu este cunoscută apartenența etnică.